# Daniela Schneeberger

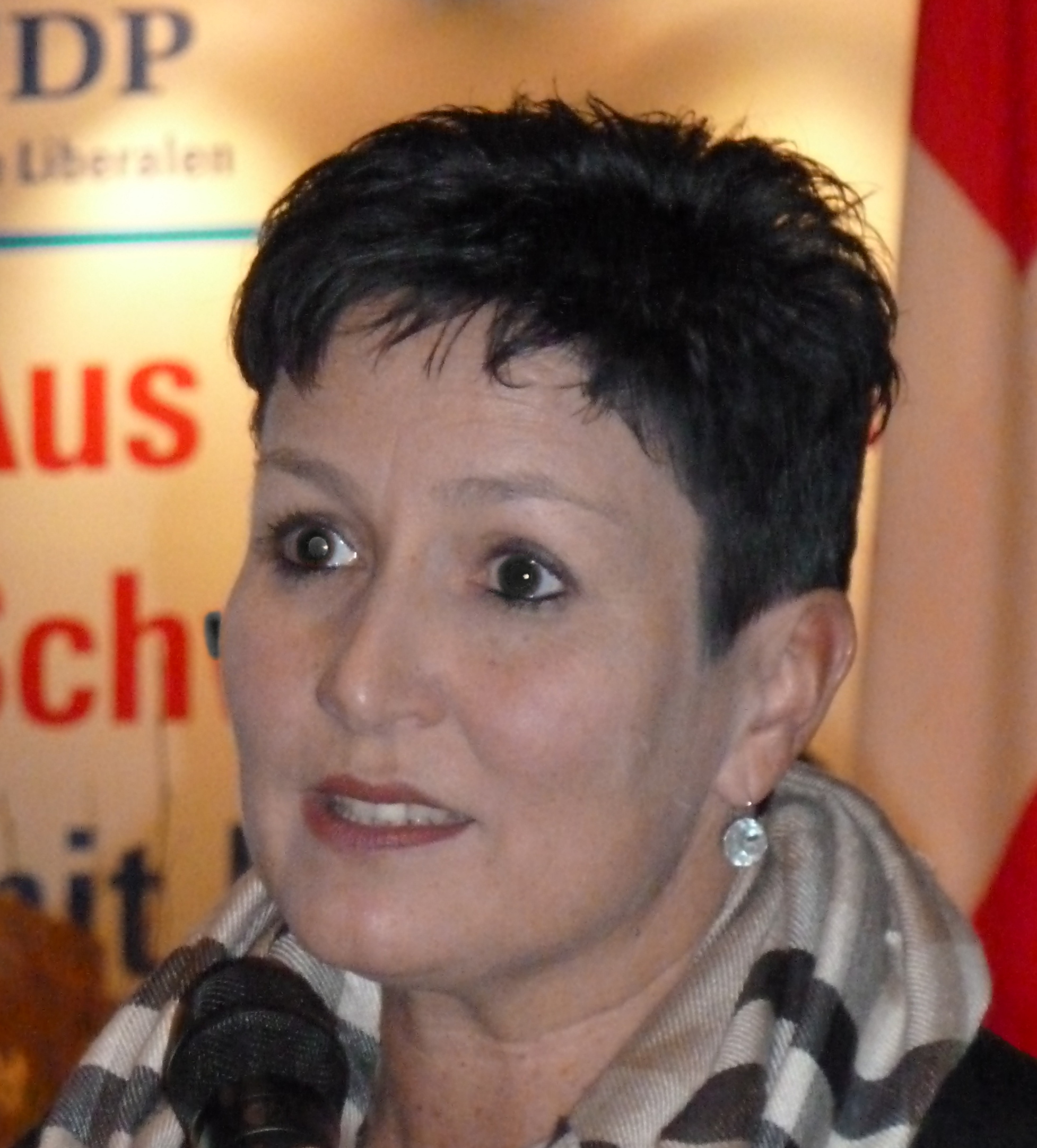
Daniela Schneeberger, 2013

Daniela Schneeberger (* 19. September 1967 in Liestal; heimatberechtigt in Thürnen) ist eine Schweizer Politikerin (FDP.Die Liberalen).

## Ausbildung und Beruf
Daniela Schneeberger schloss in Liestal die Handelsmittelschule ab und arbeitete anschliessend als Assistentin für Marketing und Direktion der Gebrüder Frech in Sissach. Von 1992 bis 2000 war sie Sachbearbeiterin Treuhand im elterlichen Betrieb in Thürnen. Sie liess sich von 2000 bis 2002 zur Treuhänderin mit eidgenössischem Fachausweis ausbilden und ist heute Geschäftsführerin und Inhaberin der Schneeberger Treuhand in Thürnen sowie behördlich zugelassene Revisorin und Partnerin der Duttweiler Treuhand in Liestal.

## Politik und Verbände
Von Juli 1999 bis Dezember 2011 politisierte Daniela Schneeberger im Landrat des Kantons Basel-Landschaft und präsidierte diesen von Juli 2004 bis Juni 2005. Seit Dezember 2011 ist sie Nationalrätin; im Dezember 2015 wurde sie Mitglied der Kommission für Wirtschaft und Abgaben, der sie bis heute angehört. Sie ist zudem Co-Präsidentin der Parlamentarischen Gruppe Treuhand. In früheren Jahren war sie Mitglied der Finanzkommission, der Staatspolitischen Kommission sowie der Kommission für soziale Sicherheit und Gesundheit.
Daniela Schneeberger sitzt im Vorstand der FDP Schweiz und der FDP-Bundeshausfraktion, ist Präsidentin des Verbandes Treuhand Suisse (Schweizerischer Treuhänderverband) sowie Vizepräsidentin des Schweizerischen Gewerbeverbandes. Sie präsidiert den Verein Patronfonds mit Sitz in Bern, der sich für die Förderung von Wohlfahrtsfonds von Unternehmen zugunsten der Mitarbeitenden einsetzt. Sie ist auch Präsidentin der Swiss Retail Federation.

## Privates
Daniela Schneeberger ist in einer politisch aktiven Familie aufgewachsen. Ihr Vater Robert Schneeberger war ebenfalls Landrat und präsidierte das Baselbieter Kantonsparlament im Amtsjahr 1994/95. Ihr Bruder Jürg Schneeberger war Gemeinderat in Frenkendorf; zudem hat sie noch eine Schwester. Daniela Schneeberger lebt mit ihrem Lebenspartner in Thürnen.